# 本庄将明
本庄 将明（ほんじょう まさあき、生没年不詳）は、戦国時代の武蔵国本庄（現在の埼玉県本庄市北堀出身）の武将。東本庄館3代館主。官途名はなし。
児玉郡の北堀地内に東本庄館を築いた本庄（宮内少輔）信明の孫で、父は本庄（宮内少輔）為明。本庄氏の系図と見られる姓未詳の系図によると、子息は5人となっており、本庄（越前守）実明、本庄（三河守）泰業、女子、女子、彌七郎と記述している。一方、『四方田系図略図』には、将明の名はなく、代わりに時明なる人物の名が載っており、官位は左衛門尉と記載されている（子息も、実明、泰業、女子の3人のみ）。
系図には、将明の父も子息も官途名を有しているが、将明に限っては官途名が記述されていない。この事からも余り活躍をしなかった人物ではないかと見られる。生年考察に関しては、戦国（15世紀末）以前（15世紀中頃）の生まれと考えられる。
『四方田系図略図』の方では、子息の1人である泰業が、恭業と記述されており、子息の伝承には混乱が見られる。

## 参考資料
- 『児玉町史 中世資料編』
- 『本庄歴史缶』
- 『本庄人物事典』